# Britney and Kevin: Chaotic
Britney & Kevin: Chaotic는 브리트니 스피어스와 케빈 페더라인이 출연한 리얼리티 프로그램이다.

## DVD
2005년 9월 27일년, DVD로 발매되었다.